# University of Notre Dame
University of Notre Dame – amerykański uniwersytet katolicki (niepubliczny) w miejscowości Notre Dame w stanie Indiana, założony w 1842 przez francuskiego misjonarza Edwarda Sorina. Do najsławniejszych absolwentów należą polityk, profesor nauk politycznych Condoleezza Rice oraz biolog noblista Eric Wieschaus.
Uniwersytet w 2021 roku został uznany za najlepszą katolicką szkołę wyższą w Stanach Zjednoczonych.

## Kampus
Kampus Notre Dame znajduje się w mieście Notre Dame w stanie Indiana, społeczności nieposiadającej osobowości prawnej w rejonie Michiana w północnej Indianie, na północ od South Bend i 6,4 km od granicy stanu Michigan. Rozwój kampusu rozpoczął się wiosną 1843 roku, kiedy ojciec Sorin i część jego kongregacji zbudowali Stare Kolegium.
Zabytkowy obszar kampusu o powierzchni 116 akrów (47 ha) został wpisany do Krajowego Rejestru Miejsc Historycznych (National Register of Historic Places) w 1978 roku jako University of Notre Dame: Main and South Quadrangles. Dzielnica obejmuje 21 budynków przyłączonych do pierwotnego rdzenia kampusu, takich jak Główny Budynek Administracyjny i Bazylika.
Uniwersytet jest również właścicielem kilku ośrodków na całym świecie wykorzystywanych do międzynarodowych studiów i badań, konferencji za granicą i wsparcia absolwentów. Wśród w nich znajdują się obiekty w:
- Londynie,
- Pekinie,
- Dublinie,
- Jerozolimie,
- Rzymie.

## Kontrowersje
W 2009 r. uczelnia uhonorowała tytułem doktora honoris causa prezydenta Stanów Zjednoczonych Baracka Obamę, co spotkało się z dezaprobatą części środowisk katolickich, których zdaniem Obama jako prezydent prowadził politykę proaborcyjną. Uhonorowanie prezydenta Obamy przez katolicką uczelnię stało w sprzeczności z nauką Kościoła katolickiego. Do głosów sprzeciwu dołączył miejscowy biskup John M. D’Arcy, który zgodnie z kanonami prawa kanonicznego odpowiedzialny jest za formację i duszpasterstwo zarówno profesorów, jak i studentów katolickiej placówki naukowej znajdującej się na terenie jego diecezji Fort Wayne-South Bend.
John Jenkins, kapłan ze Zgromadzenia Świętego Krzyża, rektor uczelni, jest również krytykowany przez katolicką organizację The Cardinal Newman Society za zasiadanie w radzie Millennium Promise. Jest to organizacja, która – walcząc z biedą – organizuje w krajach Trzeciego Świata dystrybucję prezerwatyw, podczas gdy ich używaniu sprzeciwia się Kościół katolicki. Millennium Promise walczy również o legalizację aborcji w wielu krajach, między innymi w Ugandzie.